# Третій Заповіт
Третій Заповіт — концепції різних авторів, що претендують на розкриття нового одкровення, революційного для сучасної свідомості.
Мається на увазі, що Третій Заповіт є продовженням одкровення в лінії Старого та Нового Заповітів, яке не замінюючи і не скасовуючи попередні одкровення знаменує новий етап у взаєминах Бога і людини. Концепції Третього Заповіту (як зазвичай буває з містичним досвідом взагалі), є предметом неоднозначних відносин та різнодумства.
Теми Третього Заповіту торкалися наступні автори:
1. Йоахим Флорський (1132–1201).
2. Ганна Миколаївна Шмідт (1851–1905). Третій Заповіт.[недоступне посилання з жовтня 2019]
3. Д. С. Мережковський (1865–1941). Третій Заповіт.
4. Мартінус Томсен (1890–1981). Третій Заповіт.
5. Іоанн Береславский (Богородичний центр)
6. Кандауров О. «Євангеліє Третього Заповіту» 328 стор 2004 р. Тираж: 1000 прим. Видавництво: ВІНІТІ. ISBN 5-344-00278-5
7. Сергій Тороп (Віссаріон) «Останній Заповіт»